# Furmanivka, Camenița
Furmanivka (în ucraineană Фурманівка) este un sat în comuna Kulciivți din raionul Camenița, regiunea Hmelnîțkîi, Ucraina.

## Demografie
Componența lingvistică a localității Furmanivka
     Ucraineană (99,33%)
     Alte limbi (0,67%)
Conform recensământului din 2001, majoritatea populației localității Furmanivka era vorbitoare de ucraineană (99,33%), existând în minoritate și vorbitori de alte limbi.